# بيبي أندرسون
بيبي أندرسون (السويديّة: Bibi Andersson) اسمها عند الولادة بريت إليزابيث أندرسون (السويديّة: Berit Elisabet Andersson) ممثلة سويديّة، ولدت في 11 من نوفمبر/تشرين الثاني عام 1935.

## شبابها

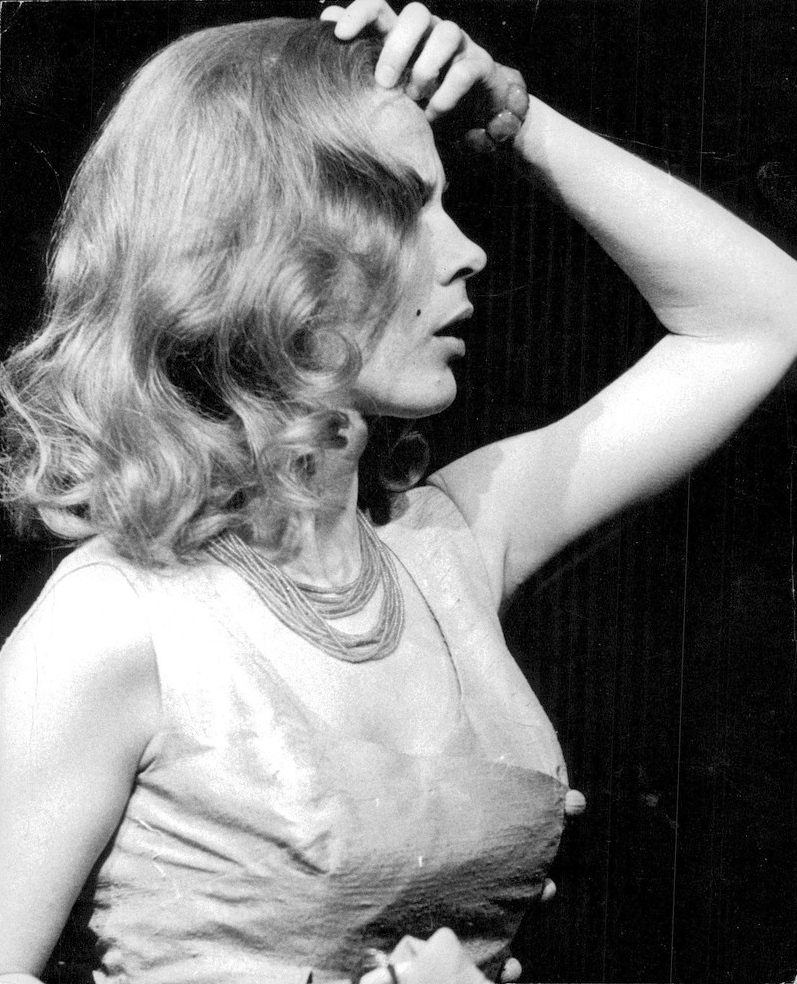
بيبي أندرسون خلال أدائها مسرحيّة Efter syndafallet عام 1964

ولدت بيبي أندرسون واسمها عند الولادة بريت إليزابيث أندرسون في جزيرة كونجشولمين في ستوكهولم لجوزيف أندرسون وكارين أندرسون، كان والدها رجل أعمال بينما كانت أمها موظّفة في الخدمة الاجتماعيّة. درست التمثيل في مدرسة تيريزوس للدراما وفي مدرسة المسرح الدرامي الملكيّ الأسطوريّ في ستوكهولم.
بعد إكمالها للدراسة، وافقت على الانضمام للمسرح الدرامي الملكيّ في ستوكهولم، وظلت مرتبطة به لقُرَابَة 30 عاماً. كان تعاونها الأول مع إنغمار برغمان عام 1951 عندما شاركت في إنتاجه لإعلان لمنظف "Bris". شاركت خلال خمسينات وستينات وسبعينات القرن العشرين بأدوار بطولة في أفلام من إخراج برغمان، من ضمنها فيلم الختم السابع (الإنجليزيّة: Det sjunde inseglet) والفراولة البرية (السويدية: Smultronstället) وشفا الحياة (السويدية: Nära livet) والساحر (السويدية: The Face) وآلام أنّا (السويدية: En passion) واللمسة (السويدية: Beröringen) وفيلم شخصيّة (الإنجليزيّة: Persona).

## مسيرتها الفنيّة لاحقاً

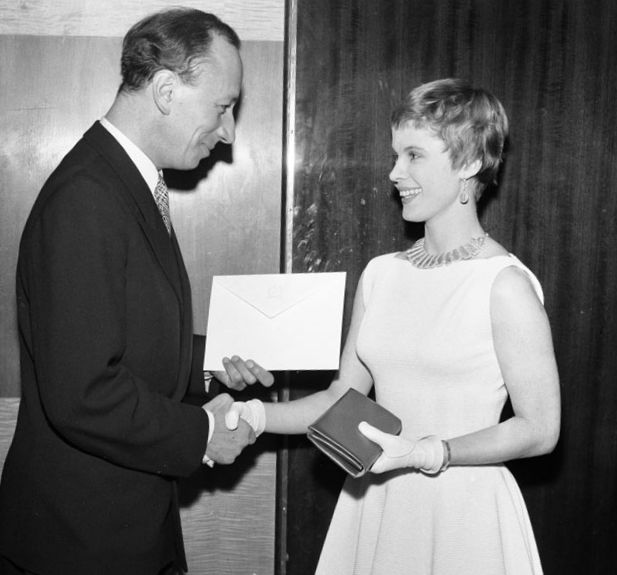
بيبي أندرسون أثناء تسلُّمها لمنحة دانيال إنغدال 2000 من جونار سيوبيرغ، بعد عرض فيلم Sommarnöje sökes في سينما سكانديا

عام 1963، فازت أندرسون بجائزة الدب الفضيّ لأفضل ممثلة في مهرجان برلين السينمائيّ الدوليّ الثالث عشر عن دورها في فيلم العشيقة (السويديّة: Älskarinnan) من إخراج فيلجوت سجومان.
اعتُبر أداؤها المُميَّز لشخصيّة الممرضة ألما في فيلم Persona عام 1966 دفعةً قويّة في مسيرتها السينمائيّة، إذ أتاح لها تميُّزها في الأداء فرصاً كثيرةً عبر الكثير من الأدوار السينمائيّة، كما ظهرت في العام ذاته أمام جايمس غارنر وسيدني بواتييه في فيلم الغرب الأمريكيّ العنيف Duel at Diablo. فازت أندرسون بجائزة الخنفساء الذهبيّة (جولدباج) لأفضل ممثلة للدورة الرابعة من المهرجان عن دورها في فيلم Persona. تبع هذا تعاون أكبر مع بيرغمان، كما عملت أندرسون مه جون هيوستن (في فيلم رسالة الكرملين (الإنجليزيّة: The Kremlin Letter) عام 1970) وروبرت ألتمان (فيلم الخماسيّ (الإنجليزيّة: Quintet) عام 1979). كما ظهرت لأول مرة على المسرح الأمريكيّ عام 1973 في عمل حلقةٌ كاملة (الإنجليزيّة: Full Circle) من إنتاج إريك ماريا ريمارك. يُعتبر فيلم لم أعدك قط بحديقة ورود (الإنجليزيّة: I Never Promised You a Rose Garden) الأمريكيّ أحد أشهر أعمالها على الإطلاق، لعبت فيه أندرسون دورَ البطولة إلى جانب كاثلين كوينلان.
عام 1990 بدأت العمل كمخرجة مسرحيّة في ستوكهولم. كما عملت أندرسون آواخر الثمانينات وأوائل التسعينات بالتلفزيون بشكل رئيسيّ إلى جانب عملها كممثلة مسرحيّة، حيث عملت مع بريجمان ومخرجين آخرين. كما كانت أندرسون مشرفة على مشروع الطريق إلى سراييفو الإنسانيّ.

## حياتها الشخصيّة
عام 1996 نشرت أندرسون سيرتها الذاتيّة تحت عنوان Ett ögonblick (تعني بالعربيّة لحظة، ترجمتها الحرفيّة طرفة عين). تزوّجت أندرسون عام 1960 من المخرج شيل جريد وأنجبته منه بنتاً (جيني)، ثمّ انفصلت عنه عام 1973، ومن ثمّ تزوّجت مرةً ثانية عام 1978 من السياسيّ بير آلمارك ومن ثمّ انفصلت عنه عام 1981. أخيراً تزوّجت أندرسون في 29 مايو/أيّار عام 2004 من جابرييل مورا بايثا. أُصيبت عام 2009 بسكتة دماغيّة شديدة. ذكرت إحدى الصحف عام 2010 أنها في المستشفى منذ ذلك الحين، وأنها غير القادرة على الكلام.

## أفلامها

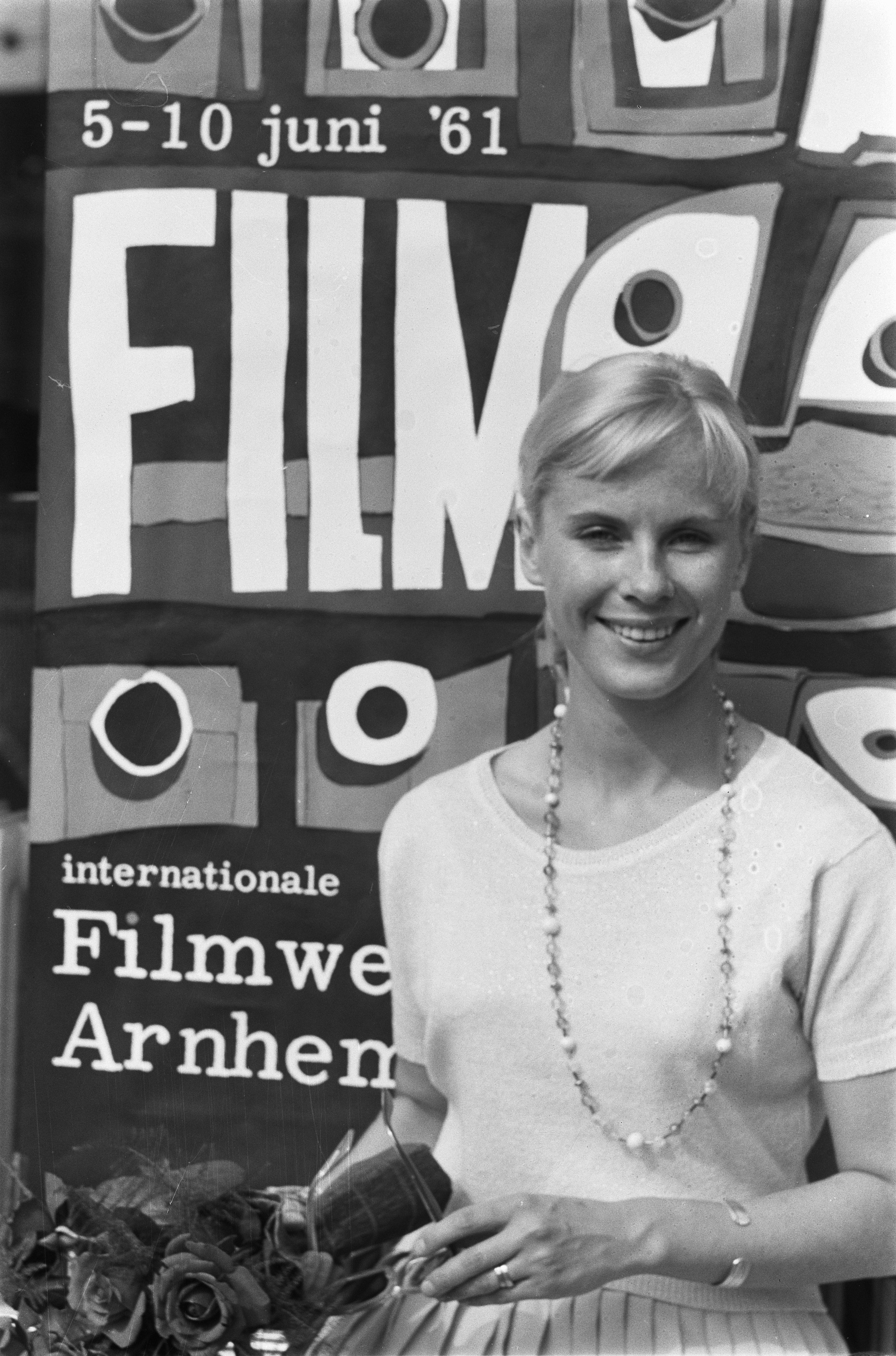
بيبي أندرسون أمام ملصق أسبوع أرنهام للأفلام، يونيو/حزيران عام 1961

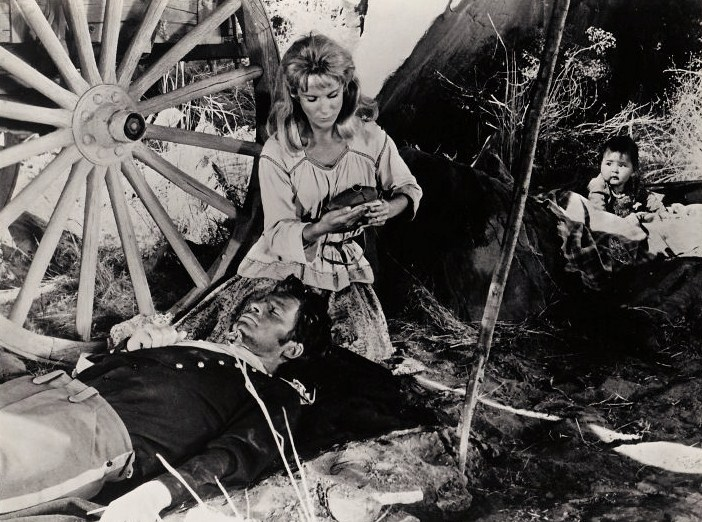
بيبي أندرسون وبيل ترافيرز خلال أدائهما في فيلم Duel at Diablo

### شاركت فيها كممثلة
| العام     | الاسم الأصليّ للفيلم                     | الدور                         | ملاحظات | رابط الفيلم على قاعدة بيانات الأفلام على الإنترنت |
| --------- | --------------------------------------- | ----------------------------- | --- | ------------------------------------------------- |
| 1951      | Fröken Julie                            | الفتاة الراقصة                | | رابط الصفحة                                       |
| 1951      | Ingmar Bergman: Making Commercials      |                               | قصير | رابط الصفحة                                       |
| 1952      | Ubåt 39                                 | فتاة القطار                   | | رابط الصفحة                                       |
| 1953      | Vingslag i natten                       | طالبة                         | | رابط الصفحة                                       |
| 1953      | Dum-Bom                                 | إلفيرا (كبيبي أندرسون)        | | رابط الصفحة                                       |
| 1954      | Herr Arnes penningar                    | بيرجلد                        | | رابط الصفحة                                       |
| 1954      | En natt på Glimmingehus                 | ماج مانسن (كبيبي أندرسون)     | | رابط الصفحة                                       |
| 1955      | Flickan i regnet                        | ليلي (كبيبي أندرسون)          | | رابط الصفحة                                       |
| 1955      | Sommarnattens leende                    | ممثلة                         | | رابط الصفحة                                       |
| 1956      | Egen ingång                             | كارين جونسون                  | | رابط الصفحة                                       |
| 1956      | Sista paret ut                          | كريستين                       | | رابط الصفحة                                       |
| 1957      | Det sjunde inseglet                     | ميا/ماري - زوجة جوف           | | رابط الصفحة                                       |
| 1957      | Herr Sleeman kommer                     | أنا ماريا                     | فيلم تلفزيوني | رابط الصفحة                                       |
| 1957      | Sommarnöje sökes                        | منى داهليستروم                | | رابط الصفحة                                       |
| 1957      | Smultronstället                         | سارة                          | | رابط الصفحة                                       |
| 1958      | Du är mitt äventyr                      | كريستينا بلوم                 | | رابط الصفحة                                       |
| 1958      | Nära livet                              | هاجورديس بيترسون              | | رابط الصفحة                                       |
| 1958      | Rabies                                  | إيفور                         | | رابط الصفحة                                       |
| 1958      | Ansiktet                                | سارة ليندكفست                 | | رابط الصفحة                                       |
| 1959      | Lilith                                  | ابنة تايلور                   | فيلم تلفزيوني | رابط الصفحة                                       |
| 1959      | Den kära leken                          | لينا                          | | رابط الصفحة                                       |
| 1960      | Bröllopsdagen                           | سلفيا بلوم                    | | رابط الصفحة                                       |
| 1960      | Djävulens öga                           | بريت ماريا                    | | رابط الصفحة                                       |
| 1961      | Karneval                                | مونيكا                        | | رابط الصفحة                                       |
| 1961      | Square of Violence                      | ماريا                         | | رابط الصفحة                                       |
| 1961      | Det låter som ett hjärta                | ميا، الابنة                   | فيلم تلفزيوني | رابط الصفحة                                       |
| 1961      | Lustgården                              | أنّا، ابنة فني (كبيبي أندرسون) | | رابط الصفحة                                       |
| 1961      | Ljuva ungdomstid                        | موريل ماكومبر، زوجة دايفيد    | فيلم تلفزيوني | رابط الصفحة                                       |
| 1962      | Älskarinnan                             | الفتاة                        | | رابط الصفحة                                       |
| 1962      | Kort är sommaren                        | إيدفاردا                      | | رابط الصفحة                                       |
| 1964      | För att inte tala om alla dessa kvinnor | هوملان                        | | رابط الصفحة                                       |
| 1965      | Juninatt                                | بريت                          | | رابط الصفحة                                       |
| 1966      | Ön                                      | ماريان                        | | رابط الصفحة                                       |
| 1966      | O lyubvi                                | المرأة في المطار              | | رابط الصفحة                                       |
| 1966      | Syskonbädd 1782                         | تشارلوت                       | | رابط الصفحة                                       |
| 1966      | Duel at Diablo                          | إلين غرانغ                    | | رابط الصفحة                                       |
| 1966      | Persona                                 | ألما                          | | رابط الصفحة                                       |
| 1966      | Scusi, lei è favorevole o contrario?    | إنغريد (كبيبي أندرسون)        | | رابط الصفحة                                       |
| 1967      | Trettondagsafton                        | فيولا                         | فيلم تلفزيوني | رابط الصفحة                                       |
| 1967      | Le viol                                 | ماريانا سيفيرين               | | رابط الصفحة                                       |
| 1968      | Flickorna                               | ليز ليندستارد                 | | رابط الصفحة                                       |
| 1968      | Svarta palmkronor                       | إلين بابيلا                   | | رابط الصفحة                                       |
| 1969      | Tænk på et tal                          | جاين ميرالد                   | | رابط الصفحة                                       |
| 1969      | Violenza al sole                        | مارجريت ليندمارك              | | رابط الصفحة                                       |
| 1969      | En passion                              | إيفا فيرغيروس                 | | رابط الصفحة                                       |
| 1969      | Fröken Julie                            | فروكين جولي                   | فيلم تلفزيوني | رابط الصفحة                                       |
| 1970      | The Kremlin Letter                      | إيريكا كوسنوف                 | | رابط الصفحة                                       |
| 1970      | Storia di una donna                     | كارين أولمان                  | | رابط الصفحة                                       |
| 1971      | Beröringen                              | كارين فيرغيروس                | | رابط الصفحة                                       |
| 1972      | Chelovek s drugoy storony               | بريت ستاجنيلوس                | | رابط الصفحة                                       |
| 1973      | Scener ur ett äktenskap                 | كاتارينا                      | مسلسل تلفزيوني قصير - في الحلقة الأولى من الموسم الأول:Oskuld och panik                                                                   | رابط الصفحة                                       |
| 1973      | Afskedens time                          | إيلسا جايكوب                  | | رابط الصفحة                                       |
| 1973      | Makt på spel                            | إينجر ليندين                  | مسلسل تلفزيوني | رابط الصفحة                                       |
| 1974      | Scener ur ett äktenskap                 | كاتارينا                      | | رابط الصفحة                                       |
| 1974      | La rivale                               | بلانش هويسمان                 | | رابط الصفحة                                       |
| 1974      | After the Fall                          | هولجا                         | فيلم تلفزيوني | رابط الصفحة                                       |
| 1975      | Il pleut sur Santiago                   | مونيكا كلافيه                 | | رابط الصفحة                                       |
| 1976      | Blondy                                  | باتريكا تولنج                 | | رابط الصفحة                                       |
| 1976      | En dåres försvarstal                    | ماريا/سيري فون إيسين          | مسلسل تلفزيوني قصير الموسم الأول: - ا لحلقة الأولى: سيري فون إيسين - الحلقة الثانية: ماريا - الحلقة الثالثة:ماريا - الحلقة الرابعة: ماريا | رابط الصفحة                                       |
| 1977      | I Never Promised You a Rose Garden      | د. فريد                       | | رابط الصفحة                                       |
| 1978      | An Enemy of the People                  | كاثرين ستوكمان                | | رابط الصفحة                                       |
| 1978      | L'amour en question                     | كاثرين دومايس                 | | رابط الصفحة                                       |
| 1979      | Quintet                                 | أمبروسيا                      | | رابط الصفحة                                       |
| 1979      | Twee vrouwen                            | لورا                          | | رابط الصفحة                                       |
| 1979      | The Concorde... Airport '79             | فرانسين                       | | رابط الصفحة                                       |
| 1979      | Barnförbjudet                           | الأم                          | | رابط الصفحة                                       |
| 1980      | Marmeladupproret                        | أنّا بيريت                     | | رابط الصفحة                                       |
| 1981      | Skapelsens krona                        | ستانلي ديكستر                 | فيلم تلفزيوني | رابط الصفحة                                       |
| 1981      | Jag rodnar                              | سيف أندرسون                   | حلقة L'oiseau bleu | رابط الصفحة                                       |
| 1981      | Mon meilleur Noël                       | الضوء                         | مسلسل تلفزيوني | رابط الصفحة                                       |
| 1981      | Linje Lusta                             | بلانش دوبويس                  | فيلم تلفزيوني | رابط الصفحة                                       |
| 1983      | Gråtvalsen                              | بيريت                         | فيلم تلفزيوني | رابط الصفحة                                       |
| 1983      | Exposed                                 | مارجريت                       | | رابط الصفحة                                       |
| 1983      | Svarta fåglar                           | سيمون كامبريل                 | | رابط الصفحة                                       |
| 1983      | Berget på månens baksida                | أن تشارلوت ليفلير             | | رابط الصفحة                                       |
| 1983      | Savannen                                | ليديا                         | فيلم تلفزيوني | رابط الصفحة                                       |
| 1984      | Sista leken                             | زوجة فيكتور                   | | رابط الصفحة                                       |
| 1985      | Fridas flykt                            | جونيلا                        | فيلم تلفزيوني | رابط الصفحة                                       |
| 1985      | Wallenberg: A Hero's Story              | ماريا 'ماج' والينبرج          | فيلم تلفزيوني | رابط الصفحة                                       |
| 1986      | Huomenna                                | مغنية                         | | رابط الصفحة                                       |
| 1986      | Pobre mariposa                          | جيرترود                       | | رابط الصفحة                                       |
| 1987      | Los dueños del silencio                 | السفيرة ماري-لويس والين       | | رابط الصفحة                                       |
| 1987      | Babettes gæstebud                       | السيدة السويدية في الانتظار   | | رابط الصفحة                                       |
| 1988      | Måsen                                   | أركادينا                      | فيلم تلفزيوني | رابط الصفحة                                       |
| 1988      | Fordringsägare                          | تيكلا                         | | رابط الصفحة                                       |
| 1988-1994 | Haute tension                           | آن                            | ظهرت بيبي أندرسون في حلقة La porte secrète عام 1990                                                                                       | رابط الصفحة                                       |
| 1991      | Till Julia                              | جلوريا                        | فيلم تلفزيوني | رابط الصفحة                                       |
| 1992      | Una estación de paso                    | الأم أنطونيو                  | | رابط الصفحة                                       |
| 1993      | Blank päls och starka tassar            | بريجيتا ثوريل                 | فيلم تلفزيوني | رابط الصفحة                                       |
| 1994      | Musikbussen                             |                               | قصير | رابط الصفحة                                       |
| 1994      | Il sogno della farfalla                 | الأم                          | | رابط الصفحة                                       |
| 1994      | Drømspel                                | فيكتوريا                      | | رابط الصفحة                                       |
| 1998      | Längtans blåa blomma                    | السيدة تريدن                  | مسلسل قصير الموسم الأول: - الحلقة الأولى - الحلقة الثانية - الحلقة الثالثة - الحلقة الرابعة                                               | رابط الصفحة                                       |
| 2000      | Shit Happens                            | سولفيج أولسون                 | | رابط الصفحة                                       |
| 2000      | Anna                                    | أم أنّا (كبيبي أندرسون)        | | رابط الصفحة                                       |
| 2002      | Elina - Som om jag inte fanns           | تورا هولم                     | | رابط الصفحة                                       |
| 2003      | The Lost Prince                         | الملكة أليكساندرا             | فيلم تلفزيوني | رابط الصفحة                                       |
| 2004      | The Return of the Dancing Master        | إيلسا بيرجرين                 | فيلم تلفزيوني | رابط الصفحة                                       |
| 2006      | När mörkret faller                      | والدة الزوج                   | | رابط الصفحة                                       |
| 2007      | Bror & syster                           | العمة ماجكين                  | مسلسل تلفزيوني قصير | رابط الصفحة                                       |
| 2007      | Arn: Tempelriddaren                     | الأم ريكيسا                   | | رابط الصفحة                                       |
| 2008      | Arn: Riket vid vägens slut              | الأم ريكيسا                   | | رابط الصفحة                                       |
| 2009      | The Frost                               | جرذ النافذة                   | | رابط الصفحة                                       |
| 2010      | Arn: The Knight Templar                 | الأم ريكيسا                   | مسلسل قصير في الموسم الأول - الحلقة الثانية - الحلقة الثالثة - الحلقة الرابعة                                                             | رابط الصفحة                                       |

## الجوائز
- 2006: جائزة إبسين التذكارية المئوية

## روابط خارجية
- بيبي أندرسون على موسوعة بريتانيكا
- بيبي أندرسون على موقع IMDb (الإنجليزية)
- بيبي أندرسون على موقع الموسوعة البريطانية (الإنجليزية)
- بيبي أندرسون على موقع مونزينجر (الألمانية)
- بيبي أندرسون على موقع قاعدة بيانات الأفلام العربية
- بيبي أندرسون على موقع ألو سيني (الفرنسية)
- بيبي أندرسون على موقع تيرنر كلاسيك موفيز (الإنجليزية)
- بيبي أندرسون على موقع أول موفي (الإنجليزية)
- بيبي أندرسون على موقع قاعدة بيانات برودواي على الإنترنت (الإنجليزية)
- بيبي أندرسون على موقع قاعدة بيانات برودواي على الإنترنت (الإنجليزية)
- بيبي أندرسون على موقع قاعدة بيانات الأفلام السويدية (السويدية)